# Menedżer plików (Windows)
Menedżer plików – program do zarządzania plikami, dołączany do systemów Windows w latach 1990–1999 oraz od 6 kwietnia 2018 roku dostępny jako opcjonalny składnik dla wszystkich współczesnych wersji systemu, także dla Windows 10. W systemach Windows 9x może pełnić rolę powłoki systemowej.

## Program
Program ma graficzny interfejs użytkownika, zastępując funkcje systemu MS-DOS do obsługi plików (kopiowanie, przenoszenie, otwieranie, usuwanie, wyszukiwanie itd.) oraz narzędzie MS-DOS Executive występujące w pierwszych wersjach Windowsa. Mimo dołączenia Menedżera do systemów Windows 95, Windows NT 4.0 i niektórych późniejszych, wprowadzono Eksploratora Windows, który stał się głównym oprogramowaniem do zarządzania systemem plików z widokiem dwukolumnowym innym niż w Menedżerze oraz jednokolumnowym poprzez okno „Mój komputer”.
Interfejs programu zawiera okno podzielone na dwie kolumny – w lewej przedstawiana jest struktura folderów, w prawej zawartość folderu. Menedżer plików pozwala dokonywać podstawowe operacje na plikach i folderach, a także przypisanie atrybutów („zarchiwizowany”, „tylko do odczytu”, „ukryty”, „systemowy”) oraz rozszerzenia pliku do konkretnej aplikacji. Ponadto posiada zaawansowane funkcje umożliwiające formatowanie dysku i nadanie jego etykiety, udostępnianie folderów w sieci lokalnej i mapowanie dysków sieciowych. W systemach z rodziny Windows NT umożliwia także ustawianie uprawnień dostępu do poszczególnych plików i folderów. Na partycjach z systemem plików NTFS program może kompresować dane.
W systemach nowszych od Windows 95 i Windows NT 4.0 został zastąpiony przez Eksploratora Windows. Jednakże nadal był dostępny w rodzinie 9x jako 16-bitowy plik WINFILE.EXE, a w NT jako 32-bitowy. Ostatnia 16-bitowa wersja pojawiła się w Windows Me, zaś 32-bitowa (4.0.1381.318) była rozprowadzana z dodatkiem Service Pack 6a (SP6a) dla Windows NT 4.0.
Twórcą powłoki Menedżera w systemie Windows 3.1 jest Chris Guzak.
W 2018 roku Microsoft udostępnił kod źródłowy narzędzia na portalu GitHub. Oprogramowanie dostępne jest na licencji MIT.

## Wersje

### 16-bit
Pierwotna wersja Menedżera plików była 16-bitowym programem obsługującym konwencję nazw w formacie 8.3. Nie obsługiwała długich nazw plików, wprowadzonych w Windows 95. W zamian wyświetlała jedynie pierwsze sześć znaków, po których znajdowała się tylda (~) i kolejna cyfra porządkowa, zwykle 1.
16-bitowa wersja wydawana z systemami Windows 3.1x i Windows for Workgroups 3.1 posiadała błąd dotyczący wyświetlania dat po roku 2000 z powodu korelacji między zapisem daty a zestawem znaków ASCII – program przedstawiał zapis roku jako średnik lub dwukropek. Microsoft opublikował poprawkę eliminującą problem.

### Windows NT
Menedżer plików przepisano na architekturę 32-bitową. Nowa wersja poprawnie obsługiwała długie nazwy plików oraz funkcje systemu plików NTFS. Była dołączana do wersji NT 3.1, 3.5, 3.51 oraz 4.0.

### Windows 10
6 kwietnia 2018 roku Microsoft opublikował kod źródłowy na licencji MIT ulepszonej wersji aplikacji, która może być uruchamiana w Windows 10. Zmiany obejmują m.in. kompilację przy użyciu środowiska programistycznego Visual Studio tworzącą plik programu w wersji 64-bitowej i inne usprawnienia. Od stycznia 2019 roku aplikację można bezpłatnie pobrać ze Sklepu Microsoft.